# Okulomotoriusparese
Als Okulomotoriusparese wird eine Läsion des Nervus oculomotorius (III. Hirnnerv) bezeichnet. Da dieser Nerv die größte Anzahl der äußeren Augenmuskeln über motorische Fasern sowie parasympathisch zwei von drei inneren Augenmuskeln innerviert, kann eine Störung in Abhängigkeit von Lokalisation und Ausmaß äußerst komplexe Beeinträchtigungen der Augenbeweglichkeit und Wahrnehmungsfähigkeit hervorrufen. Je nachdem, welche Muskeln von einer Parese betroffen sind, unterscheidet man die innere von der äußeren Okulomotoriusparese. Diese kann als einseitige oder beidseitige Lähmung vorliegen, zentral im Kerngebiet oder peripher lokalisiert sein, sich partiell oder vollständig präsentieren und kombiniert mit anderen Augenmuskellähmungen auftreten.

## Äußere Okulomotoriusparese
Eine äußere Okulomotoriusparese hat den vollständigen oder teilweisen Funktionsverlust folgender, motorisch versorgter Augenmuskeln zur Folge:
- Musculus rectus medialis
- Musculus rectus superior
- Musculus rectus inferior
- Musculus obliquus inferior
- Musculus levator palpebrae superioris

### Symptomatik
Die Affektion der ersten vier genannten Muskeln führt zu einer ihrer Funktion entsprechenden Schielstellung und Bewegungseinschränkung mit gegebenenfalls horizontalen, vertikalen und rotatorischen Doppelbildwahrnehmungen, deren Abstand bei induziertem Blick in die jeweilige Muskelzugrichtung größer wird. Nicht alle Muskeln müssen in gleichem Ausmaß von der Läsion betroffen sein, was dazu führt, dass die Funktionskomponenten der Muskeln unterschiedlich oder auch überhaupt nicht berührt sein können. Zudem ist in der Regel das Ausmaß der Schielabweichung inkomittierend, mithin in Abhängigkeit von der Blickrichtung unterschiedlich groß. Es besteht wie bei allen Augenmuskelparesen ein fixationsabhängiger Primär- und Sekundärwinkel. Ist der Musculus levator palpebrae superioris betroffen, tritt in der Regel ein Herabhängen des Oberlides (Ptosis) auf.
Ein typisches Erscheinungsbild ist beispielsweise ein Tiefstand des betroffenen Auges mit leichter Auswärtsdrehung und inkompletter Ptosis. Je nach Situation kann auch eine Kopfzwangshaltung zur Aufrechterhaltung des binokularen Einfachsehens vorliegen.

## Innere Okulomotoriusparese
Eine innere Okulomotoriusparese liegt vor, wenn folgende parasympathisch versorgten Muskeln betroffen sind:
- Musculus sphincter pupillae
- Musculus ciliaris

### Symptomatik
Kernsymptome sind in diesem Fall eine weite, lichtstarre Pupille (absolute Pupillenstarre), sowie eine Einschränkung der optischen Naheinstellungsfähigkeit (Akkommodation). Eine isolierte innere Okulomotoriuslähmung ohne Beteiligung der äußeren Augenmuskeln nennt man auch eine Ophthalmoplegia interna.

## Ursachen
Eine Schädigung des Nervus oculomotorius kann sehr unterschiedliche Ursachen haben. Bei Affektionen im Bereich des Kerngebietes (Nucleus nervi oculomotorii) kommen häufig supranukleäre Störungen in Betracht, wie z. B. Hirnstammtumore oder Durchblutungsstörungen, sowie Aneurysmen. Läsionen im peripheren Verlauf können ebenfalls durch raumfordernde Prozesse, Traumen oder Kompressionsmechanismen ausgelöst werden, z. B. beim Clivuskanten-Syndrom. Häufig ist die Okulomotoriusparese auch Begleitsymptom eines ausgeprägteren Krankheitskomplexes (z. B. Nothnagel-Syndrom, Benedikt-Syndrom, Weber-Syndrom). Auch liegen nicht selten Kombinationsstörungen mit dem gleichzeitigen Befall anderer Hirnnerven vor, die für die Innervation äußerer Augenmuskeln zuständig sind, so z. B. beim Sinus-cavernosus-Syndrom oder dem Godtfredsen-Syndrom. Hierbei sind Kombinationslähmungen des Nervus oculomotorius und Nervus abducens relativ sicher zu diagnostizieren, während eine gleichzeitige Störung des Nervus trochlearis leichter zu übersehen ist. Ebenso tritt eine Okulomotoriusparese häufig in Verbindung mit einem Diabetes mellitus auf.

## Diagnostik
Bei der Beurteilung von Augenmuskellähmungen stehen eine ganze Reihe von diagnostischen Mitteln zur Verfügung. Trotz der vielfältigen Variationen und Ausprägungen einer Okulomotoriusparese ist neben der neurologischen Abklärung eine genaue strabologische Untersuchung und Befundung jedoch fast immer möglich, so der Zustand des Patienten dies zulässt. Hierbei helfen komplexe Bewegungsanalysen, Doppelbildschemata und aufwändige Schielwinkelmessungen in unterschiedlichen Blickrichtungen bei der Diagnosestellung, auch als Abgrenzung oder ggf. Nachweis von Kombinationslähmungen. Wesentlich einfacher gestaltet sich dagegen die Beurteilung der Pupillenmotorik und Akkommodation. Grundsätzlich mit einzubeziehen sind mögliche Begleitsymptome wie Kopfschmerzen, Nackenschmerzen oder Ataxien.

## Therapie
Wie bei allen neurologischen Störungen liegt die Behandlung nach Klärung der Ursache zunächst in erster Linie in der Hand eines Neurologen. Die Prognosen bei Okulomotoriusparesen, die durch Traumen, Tumore oder Aneurysmen verursacht worden sind, sind oft ungünstig, da es in der Regel während des Regenerierungsprozesses häufig zu Fehlinnervationen kommt. Bei ursächlichen Durchblutungsstörungen sind dagegen die Heilungschancen deutlich besser. Hat sich nach etwa einem Jahr keine wesentliche Besserung der Situation eingestellt, kann eine Schieloperation indiziert sein. Diese wird zum Ziel haben, das Feld binokularen Einfachsehens in die Primärposition, also ohne Einnahme einer Kopfzwangshaltung, zu verlagern und ggf. zu vergrößern. In Abhängigkeit von den vorliegenden Befunden werden in erster Linie Interventionen an den betroffenen Muskeln vorgenommen. Bei sehr gering ausgeprägten Paresen kann auch die Anpassung von Prismengläsern zu einer Verbesserung der Situation beitragen.

## Differentialdiagnose
Differentialdiagnostisch sind die jeweiligen Symptome und Befunde durch Ergänzung und Vervollständigung aller notwendigen Untersuchungen voneinander abzugrenzen, um nicht zu einer falschen Beurteilung zu gelangen. Eine Bewegungseinschränkung beim Blick nach unten muss nicht zwangsläufig mit einem Funktionsverlust des M. rectus inferior einhergehen. Hierfür könnte auch eine Affektion des Nervus trochlearis bzw. M. obliquus superior in Betracht kommen. Ebenso wenig bedeutet eine Ptosis immer eine Läsion des Musculus levator palpebrae superioris, sondern kann auch Ausdruck eines Horner-Syndroms sein. Auch muss eine Lähmung des M. rectus medialis gegen eine internukleäre Ophthalmoplegie abgegrenzt werden, bei der zwar auch die durch Folgebewegungen induzierte Adduktion teils massiv eingeschränkt, die Konvergenzbewegung jedoch nach wie vor intakt ist.